# 대정중학교 축구단
대정중학교 축구부는 제주특별자치도 서귀포시에 위치한 대정중학교의 축구부이다. 대정중학교가 운영하는 축구부로 2002년에 창단하였다.

## 같이 보기
- 대정중학교